# Televisietoren van Bakoe
De televisietoren van Bakoe (Televiziya Qülləsi) in Azerbeidzjan) werd gebouwd in 1996 en is 310 m hoog. Dit maakt dit betonnen gebouw in Bakoe het hoogste gebouw van Azerbeidzjan. Op 175 m hoogte was een restaurant voorzien, maar de ruimte is momenteel nog onbenut.